# 寇奉叔
寇奉叔（507年—582年4月26日），字遵夏，上谷郡昌平县（今北京市昌平区）人，北魏、西魏、北周、隋朝官员。

## 生平
北魏永安元年（528年），广州刺史郑先护征辟寇奉叔担任广州主簿，不久寇奉叔代理唐阳郡太守。永安二年（529年），临淮王元彧作为南梁的将军来进攻广州，寇奉叔亲自出战，击退了敌军，因功封鲁阳男，又加威烈将军、奉朝请，转任□远将军，仍为广州别驾，又被选拔出任顺阳郡太守、当郡都督。永熙三年（534），魏孝武帝西迁关中，寇奉叔与广州别驾刘志起兵支持魏孝武帝，派遣使者归附西魏。西魏朝廷嘉奖寇奉叔的诚节，命令寇奉叔回到顺阳郡，改封昌国县男。蛮族酋长梅莫堕围困汉广，北齐将军刘光邻进攻汝南，寇奉叔将两军都击败，出任安东将军、银青光禄大夫。当时洵州刺史杜清和归附西魏，宇文泰认为边境百姓刚归附，特别征召寇奉叔出任洵州赞治，兼任洵州司马。巴民不了解数学，州郡没有账簿，寇奉叔设置学校招募学生，亲自教授数学。寇奉叔升任洵州别驾、兼任洵州长史，很快加通直散骑常侍，又加帅都督，检校洵州城防。洵州没有城隍，寇奉叔堆砌石头筑城，营造楼堞，升任□上士，仍为八道大使，又升任司世上士，增加食邑三百户。不久寇奉叔的母亲河南夫人去世，没多久父亲寇俊也去世，寇奉叔为父母守丧，改任骠骑将军、右光禄大夫。丧期结束后寇奉叔外任广州别驾、兼任广州长史，又转任大都督、襄邑郡太守，不久进爵为昌国县子，增加食邑四百户，又出任使持节、仪同大将军、改封为昌国县伯。开皇二年三月十八日（582年4月26日），寇奉叔因病在家中去世，虚岁七十六，隋文帝诏令派遣员外散骑侍郎念豁前往悼念，又派遣奉朝请陆彥衡以少牢祭祀，追赠使持节、仪同大将军、毫州诸军事、毫州刺史，谥号惠。开皇三年岁次癸卯十月丙寅朔十九日甲申（583年11月9日），寇奉叔归葬于河阴县芒山河南宣穆公寇讚墓旁。

## 家庭

### 高祖
- 寇修之，北魏安西将军、秦州刺史、冯翊哀公[2]

### 曾祖
- 寇讚，北魏南雍州刺史、河南宣穆公[2]

### 祖父
- 寇臻，北魏幽郢二州刺史、威公[2]

### 父母
- 寇俊，北周使持节、骠骑大将军、开府仪同三司、秘书监、西安元公[2]
- 某氏，封河南夫人[2]

### 兄弟姐妹
- 寇郁，西魏丞相府属
- 寇颙，隋朝翊师大将军、仪同三司、扶风郡太守、濩澤县公

### 夫人
- 辛怜，洛州刺史辛双欢孙女，广州刺史辛贤之女，封繁昌县君，开皇六年九月十八日（586年11月5日）因病在家中去世，开皇十一年岁次己亥八月庚戌朔十二日辛酉（591年9月5日）与惠公寇奉叔合葬[5]

### 子女
- 寇慥，长子，都督、宁州总管府司录、怀县县令[2]
- 寇𤋼，第二子，利州总管府属、相府礼曹[2]
- 寇协，第四子，大都督、宋王记室、广州赞治[2]
- 寇婉娴，长女，嫁梁旷第三子梁洪度[2]
- 寇嬛仪，第二女[2]